# Coprosma papuensis
Coprosma papuensis är en måreväxtart som beskrevs av Walter Reginald Brook Oliver. Coprosma papuensis ingår i släktet Coprosma och familjen måreväxter.

## Underarter
Arten delas in i följande underarter:
- C. p. discolor
- C. p. mopaensis
- C. p. papuensis